# テレビ東京制作
株式会社テレビ東京制作（テレビとうきょうせいさく、英: TV TOKYO Production,Inc.、通称：PROTX〔プロテックス〕）は、テレビ東京ホールディングス（TXHD）の完全子会社でテレビ番組とビデオパッケージの企画・制作事業を行う制作プロダクションである。

## 概要
テレビ東京ホールディングスの100%出資の子会社であり、テレビ東京から取締役以外の30〜40代のプロデューサーやディレクターなど現場レベルの出向も多い。制作のクレジット表記は「テレビ東京制作」と「PROTX」の2通りがあるが、前者では「制作協力」の名義として表示され、後者では放送局と連名で「製作」の名義として表示される。後者で表記される場合はその右側にテレビ東京のロゴマークに準じた赤と青が丸くなった社名の入っていないシンボルマークも表記される。ProTXとプロテックスも、旧テレビ東京のロゴマークに準じた赤と青が丸くなった社名の入っていないシンボルマークも表記された。このシンボルマークはテレビ東京のブランドマーク刷新に合わせて2023年11月13日に改定され、日本語のロゴマークが「テレ東制作」に、英文表記はテレビ東京の英文ブランドマークに準じた書体（"PRO"は「テレ東レッド」、"TX"は「テレ東ブルー」で色分け）へ変更された。
テレビ東京やBSテレビ東京の番組制作を請け負うことが多いが、それ以外の放送局の番組も制作している。

## 主なテレビ番組作品

### 現在放送中の番組
（特番（不定期）も含む）

#### テレビ東京
ニュース・情報
- よじごじDays

スポーツ
- ウイニング競馬
- SUPER GT+
- 追跡LIVE! Sports ウォッチャー

教養・ドキュメンタリー
- 日経スペシャル
  - ガイアの夜明け
  - カンブリア宮殿

旅・紀行
- 土曜スペシャル
  - ローカル路線バス乗り継ぎの旅
  - 街道歩きの旅
  - その他各種企画
- 厳選!いい宿ナビ（当初は単発番組として放送されていたが、2011年10月からレギュラー放送を開始）
- 朝の!さんぽ道

バラエティ（音楽を含む）
- 今夜もドル箱!!
- 元祖!大食い王決定戦
- おはスタ
- YOUは何しに日本へ?

#### BSテレ東
- 朝ダネ!

#### その他
- リーガ・エスパニョーラ（WOWOW）

### 過去に放送した番組

#### テレビ東京
ニュース・情報
- ほのぼのワイド
- 10時奥さまプラーザ
- TVあっぷる
- わっ!つNEW
- 朝は楽しく!スマイルサプリメント
- 朝はビタミン!
- 麻理子の部屋
- FINE!
- レディス4
- L4 YOU!
- 田勢康弘の週刊ニュース新書
- チャージ730!→モーニングチャージ!

スポーツ
- SNOW BEAT
- SPORTS BEAT
- 激走!GT

教養・ドキュメンタリー
- スーパー早碁

旅・紀行
- いい旅・夢気分
- にっぽん!いい旅
- 釣り・ロマンを求めて
- 歴史の道 歩き旅

バラエティ（音楽を含む）
- 愛ラブSMAP
- 天の恵
- 爆笑問題シリーズ
  - 大爆笑問題
  - 対爆笑問題
  - クイズ!爆笑難問題
  - 爆笑問題の三者面談
- MUSIX!
- あっぱれ!日本一
- 快適!住まいるナビ
- ブログの女王
- うぇぶたま
- うぇぶたまww
- うぇぶたま3
- オニ発注
- E-girlsを真面目に考える会議
- OHA OHA アニキ
- ○○と新どうが

ドラマ
- 月曜・女のサスペンス
- Deep Love ホスト
- おかわり飯蔵
- 美味學院
- 女子アナ一直線!
- 女と愛とミステリー
- 水曜ミステリー9（BSテレビ東京との共同制作。一部作品のみ）
- かりゆし先生ちばる!
- 風の少年〜尾崎豊 永遠の伝説〜

ミニ番組
- デーブのフライデードリーム
- 名言寄席
- デジケン
- セイウチ・ビジネス・スタジアム

#### BSテレビ東京（旧：BSジャパン）
- Jナビ
- アナラボJ
- こちら!リンリン相談室
- GoodSound!!Cafe
- 山本耕史“スイートJAM”
- にっぽん原風景紀行
- MADE IN BS JAPANアジア♥スキ
- こちら経済編集長
- サッカーTV プレミアム
- Premium Korea 韓流ファクトリー

#### その他
- コパ・アメリカ2001（WOWOW）
- セリエA（WOWOW）
- ブンデスリーガ（WOWOW）
- ヤマザキナビスコカップ（WOWOW）
- EURO2008（WOWOW）
- 実践プロが教える実技教科（CSベネッセチャンネル）
- 犬の気持ち 猫の気持ち（CSベネッセチャンネル）
- すてきな写真旅〜一眼レフと旅にでよう〜（BS11）
- あなたが出会った昭和の名曲（BS11）
- 密着!バスタ新宿でワケあり旅人に便乗してみました。【3カ月密着で出会った人生】（フジテレビ）
- 家電侍（BS松竹東急）
- 離婚弁護士 スパイダー 〜慰謝料争奪編〜（日本テレビ）

## テレビ番組以外の仕事
（過去のものも含む）

### 舞台製作
- スイートベイジル139・民話の調べ
- 至芸〜伝統のきわみ:シリーズ
- 三婆〜合縁・奇縁・くされ縁

### ビデオパッケージ
- model;Shiho（発売元：ポニーキャニオン）
- 広末涼子〜イルカと過ごした5日間〜（発売元：ポニーキャニオン）
- 黄金の都・バーミヤン
- 三菱地所VP
- シルクロード
- 日本人の源流シリーズ